# 3D Slicer
3D Slicer (Slicer) è un pacchetto di software gratuito, open source per la visualizzazione scientifica e l'analisi delle immagini. Slicer permette di creare "stacks di immagini", partendo da immagini DICOM (Come fa SPM), trasformandole in blocchi di dati tri, quadri e pentadimensionali (ad esempio mostrando la contemporanea variazione di due parametri, in un reticolo tridimensionale nel tempo), ad esempio in filmati 3D riguardanti la fMRI, la PET, ecc.
3DSlicer permette anche di confrontare due o più risonanze magnetiche di uno stesso soggetto nel tempo, per determinare se è apparsa una lesione (nel individuo sano), se sono apparse nuove lesioni, oppure se queste si sono ingrandite o ridotte.
Slicer 3D viene utilizzato in molte applicazioni medicali, tra queste lo studio dell'autismo, della sclerosi multipla, del lupus eritematoso sistemico, del carcinoma prostatico, della schizofrenia, nella biomeccanica ortopedica, nella BPCO, nella malattia cardiovascolare, nella neurochirurgia e nella radioterapia.

## Storia
Slicer inizia nel 1998 come un progetto per tesi di master tra il Surgical Planning Laboratory del Brigham and Women's Hospital e del laboratorio di intelligenza artificiale del MIT. La seconda versione di 3D Slicer è stata scaricata dalla rete alcune migliaia di volte. Nel 2007 venne resa disponibile la terza versione di Slicer, completamente riveduta. Questi software hanno permesso l'analisi delle immagini utilizzate da molte pubblicazioni di ricerca, tutte orientate a migliorare queste tecniche di "image analysis".
Questo progetto di software è stato reso possibile dalla partecipazione di alcuni dipartimenti del National Institutes of Health statunitense, includendo le comunità della National Alliance for Medical Image Computing, il Neuroimage Analysis Center, la Biomedical Informatics Research Network, il Center for Integration of Medicine and Innovative Technology e il National Center for Image-Guided Therapy. Il sostegno finanziario proviene da alcune fonti federali, che includono il National Center for Research Resources, il National Institute of Biomedical Imaging and Bioengineering, il "Roadmap" del National Institutes of Health, il National Cancer Institute, la National Science Foundation e il Department Of Defense.

## Caratteristiche
Le capacità di Slicer 3D includono:
- Capacità di leggere e di scrivere (per anonimizzare) le immagini DICOM e un buon numero di altri formati
- Visualizzazione interattiva delle immagini, triangolazione di modelli di superficie 3D, e  rendering volumetrico.
- Editing manuale.
- Fusione e co-"registering" (fusione dei dati di due immagini in tempi diversi) usando algoritmi di trasformazione rigida e non-rigida
- Segmentazione automatica
- Analisi e visualizzazione dei dati di diffusione del tensore di imaging.
- Tracking di dispositivi per procedure mediche guidate dall'imaging.

Slicer è compilato per l'utilizzo in molteplici piattaforme, includendo Windows, Linux, e macOS.
Viene distribuito sotto una licenza BSD, gratuita e open source. La licenza di 3D-Slicer non pone restrizioni all'uso del software. Comunque, gli autori non dichiarano formalmente che il software possa essere utile per alcun compito particolare. La responsabilità di adempiere alle leggi e alle regolamentazioni nazionali ricade interamente sull'utente. Slicer non è mai stato approvato per l'uso clinico in USA o in qualsiasi altro paese.

## Utilizzatori
La piattaforma di Slicer fornisce funzionalità per la segmentazione di immagini, il confronto con un registro e la visualizzazione tridimensionale dei dati frutto di una distribuzione multi-modale, così come anche algoritmi di analisi delle immagini per il tensore di diffusione, la risonanza magnetica funzionale e la radioterapia guidata da immagini. Sono supportati molti formati di file d'immagine standard, e l'applicazione integra capacità di interfaccia per il software della ricerca biomedica.
Slicer è stato usato in molteplici ricerche cliniche. Nella ricerca sulla terapia guidata da immagini, Slicer si utilizza frequentemente per costruire e visualizzare raccolte di dati provenienti dalla MRI che in seguito possono essere disponibili sia per pianificare l'intervento che in ambito intra-operatorio, permettendo l'acquisizione di coordinate spaziali per il monitoraggio della posizione e del lavoro degli strumenti operatori. In effetti, Slicer è stato già impiegato nella "image-guided therapy", ed attualmente le sue funzioni vengono aumentate e perfezionate da molti team di ricerca in collaborazione con ingegneri informatici.
In aggiunta alla ricostruzione di modelli 3D dalle immagini RM convenzionali, Slicer è stato usato anche per presentare informazioni derivate dalla fMRI (Imaging di Risonanza Magnetica funzionale) che consiste nel usare la MRI per calcolare il flusso sanguigno nelle varie aree del cervello, in relazione più o meno diretta all'attività neurale encefalica oppure del midollo spinale.
Il campo più avanzato in MRI è quello dello studio del tensore di diffusione "DTI" e "DWI" (usando la RM per misurare le restrizioni o facilitazioni date al libero movimento dell'acqua dai fasci di tessuto, permettendo così la ricostruzione di complesse strutture tridimensionali di fasci nervosi, nervi, vasi encefalici, il movimento del liquor nei ventricoli e acquedotti, ecc.) anche in associazione con programmi di "trattologia" come TrackVis. Le procedure di diffusione vengono impiegate  dall'elettrocardiografia, anche sotto sforzo, per studiare spasmi e stenosi transienti delle coronarie. Ad esempio, il pacchetto DTI integrato in 3D-Slicer permette la conversione e l'analisi delle immagini DTI. I risultati di queste analisi possono essere integrati con i risultati forniti dalle analisi di MRI morfologica, l'angiografia in RM e la fMRI.

## Sviluppo e basi informatiche
Slicer si basa sulla libreria grafica VTK, che fornisce un alto grado di integrazione all'interfaccia OpenGL e un meccanismo di "pipeline" per collegare filtri grafici. La libreria è implementata nel linguaggio C++ ma fornisce un "wrapper" Tcl per dare istanze ed eseguire i suoi metodi. Tcl/Tk comprende il resto dell'interfaccia di 3DSlicer e la gestione degli eventi.
Il software di Slicer permette test automatici della propria integrità e si serve di un approccio di flessibilità estrema, con molte versioni recenti fatte per funzionare espressamente su molteplici o specifiche piattaforme. Alcuni tra i traguardi recenti includono l'aggiunta della capacità di accettare moduli esterni in modalità "plug-in", utilizzando un'interfaccia a riga di comando basata su XML.
Il sito Slicer.org offre risorse (codice sorgente, pdf esplicatici) per coloro che vogliano migliorare la progettazione e le applicazioni di Slicer. Esistono vari tutorial e istruzioni, oltre ad una vasta comunità di sviluppatori e una slicerWiki che oltre alle domande più frequenti può aiutare a risolvere problemi specifici.

## Sottoprogrammi utilizzati da Slicer
- ITK
- CMake
- CPack
- VTK
- IGSTK